# Albiorix (vệ tinh)
Albiorix /ˌælbiˈɒrɪks/ là một vệ tinh dị hình chuyển động cùng chiều của sao Thổ. Nó được Holman và các đồng nghiệp phát hiện vào năm 2000 và được chỉ định tạm thời là S/2000   S 11.
Albiorix là thành viên lớn nhất trong nhóm Gallic của các vệ tinh dị hình.

## Tên
Nó được đặt tên vào tháng 8 năm 2003  theo tên của Albiorix, "một người khổng lồ Gallic được coi là vua của thế giới."  Tên này được biết đến từ một dòng chữ được tìm thấy gần thị trấn Sablet của Pháp, nơi nhận dạng anh ta với vị thần La Mã Mars (một interpretatio romana).

## Quỹ đạo
Albiorix quay quanh Sao Thổ ở khoảng cách khoảng 16 triệu km và đường kính của nó ước tính là 32 km, giả sử suất phản chiếu là 0,04. Thời gian quay được đo bằng camera ISS của tàu vũ trụ Cassini với 13 giờ 19 phút.

Các nhóm chuyển động ngược của các vệ tinh của Sao Thổ: Gallic (đỏ) và Inuit (xanh dương)

Biểu đồ minh họa quỹ đạo Albiorigian liên quan đến các vệ tinh dị hình khác của Sao Thổ. Độ lệch tâm của các quỹ đạo được thể hiện bằng các đoạn màu vàng kéo dài từ củng điểm quỹ đạo đến đỉnh.
Do sự giống nhau của các yếu tố quỹ đạo và tính đồng nhất của các đặc điểm vật lý với các thành viên khác trong nhóm Gallic, người ta cho rằng những vệ tinh này có thể có nguồn gốc chung từ một sự kiện phá vỡ một mặt trăng lớn hơn.

## Tính chất vật lý
Màu sắc khác nhau được tiết lộ gần đây cho thấy khả năng của một miệng hố lớn, dẫn đến một giả thuyết khác rằng Erriapus và Tarvos có thể là những mảnh vỡ của Albiorix sau vụ va chạm gần như tan vỡ với một thiên thể khác.